# 1919년 프랑스 총선
1919년 프랑스 입법 선거(1919 legislative election)는 1919년 11월 16일과 11월 30일 프랑스에서 제1차 세계대전 이후 처음 열린 의회 선거이다. 선거는 우익 연합체인 '전국 연합(Bloc National)'이 확실하게 승리했다.  

## 선거 결과
정당별 의석수
| 정당                  | 의석수 |
| --------------------- | ------ |
| 공화연방              | 183    |
| 민주공화당            | 154    |
| 공화급진사회당        | 86     |
| 인터내셔널 프랑스지부 | 68     |
| 공화사회운동          | 46     |
| 공화사회당            | 26     |
| 무소속                | 50     |
| 합계                  | 613    |

득표
| 정당                  | 득표수    | 득표율 |
| --------------------- | --------- | ------ |
| 공화연방              | 1,819,691 | 22.33% |
| 인터내셔널 프랑스지부 | 1,728,663 | 21.22% |
| 공화급진사회당        | 1,420,381 | 17.86% |
| 민주공화당            | 889,177   | 10.91% |
| 공화사회당            | 283,001   | 3.47%  |